# Vikarbyn
Vikarbyn ist ein Ort (tätort) in der schwedischen Provinz Dalarnas län und in der historischen Provinz Dalarna.

## Lage
Vikarbyn gehört zur Gemeinde Rättvik. Der Ort liegt knapp 50 km Luftlinie nordwestlich der Provinzhauptstadt Falun und sechs Kilometer nordwestlich des Gemeindezentrums Rättvik am nordöstlichen Ufer des Siljansees. Vikarbyn ist der zweitgrößte Ort der Gemeinde nach ihrem Zentralort Rättvik.
Durch Vikarbyn führt die Reichsstraße 70, die in Enköping nordwestlich von Stockholm beginnt, die wichtigste Verbindung aus dieser Richtung in die Provinz Dalarna darstellt und weiter nach Idre und zur norwegischen Grenze auf Höhe des Südendes des Femundsees führt. Auch die Eisenbahnstrecke von Uppsala nach Mora (Dalabanan, auf dem Abschnitt Borlänge–Mora auch Siljansbanan genannt), verläuft durch den Ort, besitzt dort heute aber keinen Haltepunkt mehr, sodass sich die nächstgelegene Bahnstation in  Rättvik befindet.

## Geschichte
Der Ort wurde erstmals 1539 als Wijeken erwähnt, entsprechend der späteren Form Viken, ‚Bucht‘ in Bezug auf die Lage des Ortes an der kleinen Bucht Åkernäsviken des Siljansees. 1680 lebten im Ort über 200 Menschen auf 36 Höfen, die von Land- und Forstwirtschaft lebten.
Nach der Eröffnung der Bahnstrecke Orsa–Falun 1891 wuchs die Rolle der Holzindustrie, Sägewerke wurden gebaut. Außerdem begann sich auf Grund der Lage des Ortes am Siljansee der Tourismus zu entwickeln.
Das letzte Sägewerk, zuletzt im Besitz der Stora AB, schloss 1986; seither ist der Tourismus Hauptwirtschaftsfaktor.